# Volley-Ball Nantes 2017-2018
Questa voce raccoglie le informazioni riguardanti il Volley-Ball Nantes nelle competizioni ufficiali della stagione 2017-2018.

## Organigramma societario
Area direttiva
- Presidente: Monique Bernard

Area tecnica
- Allenatore: Sylvain Quinquis
- Allenatore in seconda: Fabien Jousset

## Rosa
| N° | Nome                | Ruolo | Data di nascita  | Nazionalità sportiva |
| -- | ------------------- | ----- | ---------------- | -------------------- |
| 1  | Kalei Mau           | S     | 10 marzo 1995    | Stati Uniti          |
| 2  | Juliette Soula      | S     | 26 febbraio 1998 | Francia              |
| 3  | Emma Le Roux        | L     | 10 gennaio 2000  | Francia              |
| 4  | Erica Handley       | P     | 22 aprile 1995   | Stati Uniti          |
| 5  | Lisa Lecouls        | C     | 18 dicembre 1997 | Francia              |
| 6  | Odette Ndoye        | S     | 25 agosto 1992   | Stati Uniti          |
| 7  | Sarah Lecrosnier    | P     | 3 maggio 1999    | Francia              |
| 8  | Laura Pihlajamäki   | C     | 15 agosto 1990   | Finlandia            |
| 9  | Katie Carter        | S/O   | 10 ottobre 1985  | Stati Uniti          |
| 10 | Luiza Ungerer       | L     | 14 gennaio 1988  | Brasile              |
| 12 | Clémentine Druenne  | S     | 5 dicembre 1993  | Francia              |
| 13 | Marion Gauthier-Rat | C     | 13 febbraio 1993 | Francia              |
| 15 | Ana Takagui         | P     | 26 ottobre 1987  | Brasile              |
| 16 | Pauliina Vilponen   | S     | 20 febbraio 1992 | Finlandia            |
| 17 | Els Vandesteene     | S     | 30 maggio 1987   | Belgio               |
| 18 | Berit Kauffeldt     | C     | 8 luglio 1990    | Germania             |